# Neulehrer

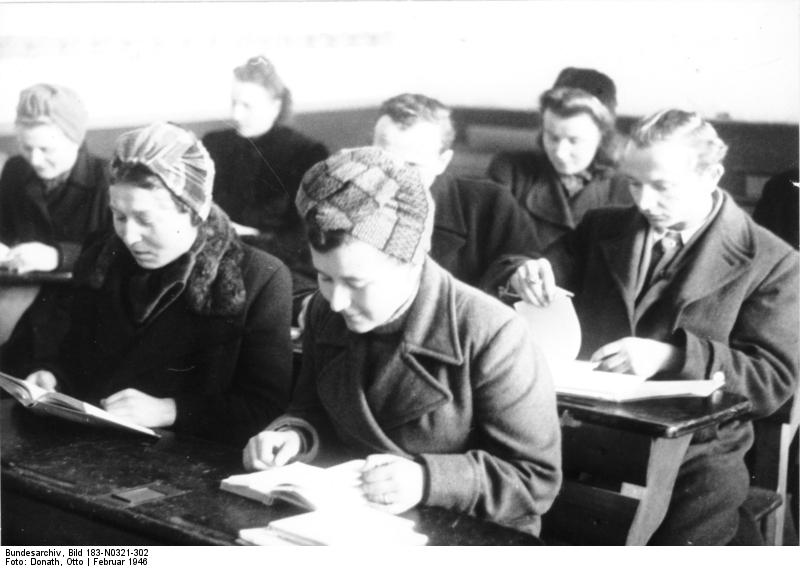
Formación de nuevos profesores en la zona de ocupación soviética en Berlín-Lichtenberg en 1946

Neulehrer (literalmente "nuevos profesores") es el nombre que se dio al personal educativo formado en cursos no integrados en una licenciatura, introducido por los Aliados en las cuatro zonas de ocupación en Alemania desde 1945 hasta 1949. Con ello quería garantizarse que en los colegios alemanes no impartiría clases ningún profesor condicionado por su pasado nazi y que la juventud alemana recibiera así una educación democrática (→ Reeducation, proceso de formación democrática y desnazificación).
Para la reanudación de la actividad educativa tras el final de la Segunda Guerra Mundial, mediante programas de estudio cortos se abrió el camino a la docencia a graduados y, en la zona de ocupación soviética, también a jóvenes trabajadores.
Para el programa fueron aceptados como profesores todas las personas que se presentaron con un grado académico demostrado, y siempre que no existiera ninguna vinculación con el NSDAP (Partido Nacionalsocialista Obrero Alemán), o con sus órganos estatales. El programa consistía fundamentalmente en formación en Pedagogía con el conocimiento de la época, de modo que a los pocos meses pudieran trabajar en la docencia. En el programa de la zona de ocupación soviética los cursos duraban normalmente de 4 a 8 meses, a menudo en escuelas concebidas especialmente para ello. En ellas se promocionaba especialmente a los trabajadores jóvenes. En las zonas de ocupación occidental se abrieron en todas las universidades facultades de pedagogía que formaban a los nuevos profesores en un máximo de un año.

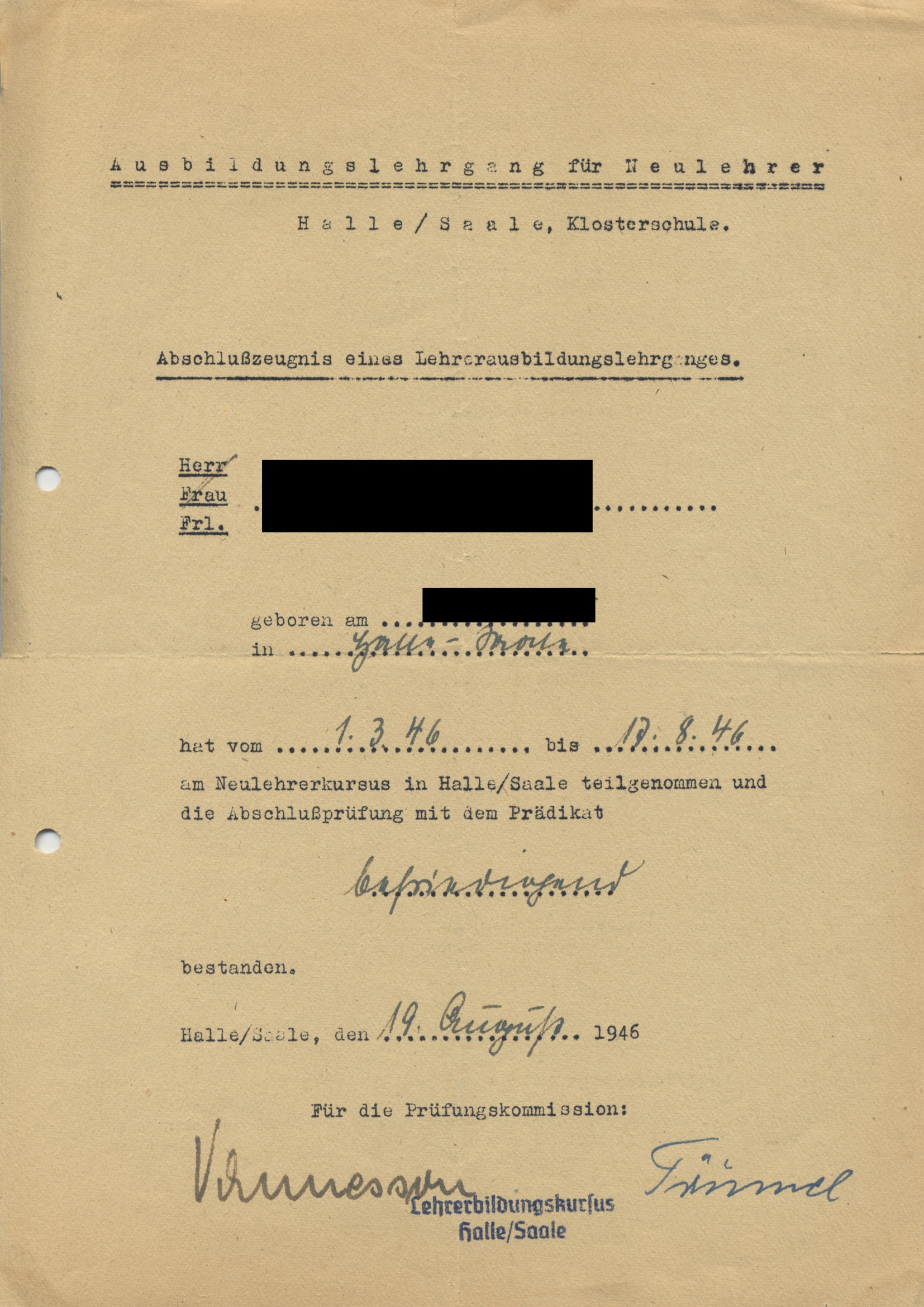
Certificado del curso de formación de la RDA (con nombre oculto).

Aunque en el primer año escolar todavía se toleraron algunos profesores con pasado nazi, las directrices para su permanencia en la docencia fueron progresivamente más estrictas. En las zonas de ocupación occidentales a partir de 1947 algunos profesores con antecedentes dudosos pudieron reincorporarse a la docencia tras los llamados "Entbräunungskursen" (cursos de desnazificación), mientras que en la zona de ocupación soviética el programa fue tan extenso que gran parte del profesorado existente fue reemplazado por los aproximadamente 40.000 nuevos profesores. Aunque el antiguo profesorado cuestionó la calidad de un reciclaje profesional de un máximo de un año, gracias a la formación generalmente académica de los nuevos profesores el resultado fue suficientemente bueno y permitió una contratación fija para profesiones que de otro modo no tenían posibilidades en la Alemania de posguerra. La gran mayoría de los nuevos profesores permaneció durante largo tiempo en la docencia.
En la zona de ocupación soviética la introducción de los nuevos profesores también sirvió para asegurar el control del SED sobre la educación escolar. En 1949 ya estaba ocupado con nuevos profesores un 67,8 por ciento de todos los puestos docentes. El 47,7 por ciento de estos profesores pertenecían al SED, el 13 por ciento al LDPD y el 10 por ciento a la CDU, que estaban sometidos a los partidos del bloque. De esta forma se alcanzó ampliamente el control del SED sobre la enseñanza escolar.